# آخوندزاده (هیرمند)
آخوندزاده، روستایی است از توابع بخش مرکزی شهرستان هیرمند در استان سیستان و بلوچستان ایران.

## جمعیت
این روستا در دهستان جهان‌آباد قرار داشته و براساس سرشماری سال ۱۳۸۵جمعیت آن ۲۰۴نفر (۳۶خانوار) بوده‌است.